# Premio Lo Nuestro
Premio Lo Nuestro è una cerimonia di premiazione nella quale vengono premiati i più importanti esponenti della musica latina in tutto il mondo, presentato dalla rete televisiva americana Univision.
Lo Nuestro ha avuto inizio nel 1989. Tra i famosi cantanti ad aggiudicarsi l'ambito premio, tra cui Ricky Martin, Shakira, Jennifer Lopez, Juan Luis Guerra, Juanes, Thalía, Gloria Estefan, Daddy Yankee e Aventura, figura anche per numerose volte l'italiana Laura Pausini, conduttrice dell'edizione del 2018 e di quella del 2025.
L'artista con il maggior numero di premiazioni è la cantante portoricana Olga Tañón.

## Città ospitanti
| Anno | Data        | Città ospitante       | Sede                    | Presentatore/i                                   |
| ---- | ----------- | --------------------- | ----------------------- | ------------------------------------------------ |
| 2003 | 6 febbraio  | Miami, Florida        | James L. Knight Center  | Marco Antonio Regil Adal Ramones                 |
| 2004 | 26 febbraio | Miami, Florida        | Miami Arena             | Adal Ramones                                     |
| 2005 | 24 febbraio | Miami, Florida        | American Airlines Arena | Eugenio Derbez                                   |
| 2006 | 23 febbraio | Miami, Florida        | American Airlines Arena | René Strickler Bertha Patricia Manterola Carrión |
| 2007 | 22 febbraio | Miami, Florida        | American Airlines Arena | Cristián de la Fuente Ninel Conde                |
| 2008 | 21 febbraio | Miami, Florida        | American Airlines Arena | Pedro Fernández Patricia Navidad                 |
| 2009 | 26 marzo    | Coral Gables, Florida | BankUnited Center       | Eugenio Derbez Ninel Conde                       |
| 2010 | 18 febbraio | Miami, Florida        | American Airlines Arena | Ana Bárbara Víctor Manuelle                      |
| 2011 | 17 febbraio | Miami, Florida        | American Airlines Arena | Angélica Vale Jaime Camil                        |
| 2012 | 16 febbraio | Miami, Florida        | American Airlines Arena | Jacqueline Bracamontes Eduardo Santamarina       |
| 2013 | 21 febbraio | Miami, Florida        | American Airlines Arena | Pedro Fernández Ninel Conde                      |
| 2014 | 20 febbraio | Miami, Florida        | American Airlines Arena | Ninel Conde William Levy                         |
| 2015 | 19 febbraio |                       |                         | Galilea Montijo Cristián de la Fuente            |
| 2025 | 20 febbraio |                       |                         |                                                  |

## Premio Lo Nuestro a la Excelencia
Oltre alla musica latina, la cerimonia include "Premio Lo Nuestro a la Excelencia", (letteralmente Premio "Il Nostro" all'Eccellenza), un premio alla migliore carriera nel mondo dello spettacolo. Questa è la lista dei vincitori degli ultimi anni:
- 1990: Celia Cruz
- 1991: Juan Gabriel e Plácido Domingo
- 1992: Gloria Estefan
- 1993: Armando Manzanero
- 1994: Emilio Estefan
- 1995: Julio Iglesias
- 1996: Marco Antonio Solís
- 1997: Mariachi Vargas de Tecalitlan
- 1998: Los Panchos
- 1999: Los Tigres del Norte
- 2000: Antonio Aguilar
- 2001: Joan Sebastian
- 2002: José José
- 2003: Luis Miguel
- 2004: Ricky Martin
- 2005: Los Temerarios
- 2006: Ana Gabriel
- 2007: Juan Luis Guerra
- 2008: Vicente Fernandez
- 2009: Emmanuel
- 2010: Chayanne
- 2011: Maná
- 2012: Pepe Aguilar
- 2013: Alejandro Sanz
- 2014: Marc Anthony
- 2015: Ricardo Arjona